# Кубок Франції з футболу 2009—2010
Кубок Франції з футболу 2009–2010 — 93-й розіграш кубкового футбольного турніру у Франції. Титул ввосьме здобув Парі Сен-Жермен.

## Регламент
Кубок Франції складається з двох етапів:
- відбіркового, який складається з шести регіональних етапів (перші два організовуються в кожному регіоні за своєю схемою для клубів регіональних ліг, наступні чотири організовуються в регіонах централізовано за участі клубів з національних аматорських і напівпрофесіональних ліг) та двох національних етапів (7-й і 8-й етап, з 7-го стартують клуби Ліги 2 та представники заморських територій);
- фінального, який починається з 1/32 фіналу — з цього раунду стартують клуби провідної Ліги 1.

## 1/32 фіналу
13 матчів, запланованих на 8—10 січня, були перенесені через заморозки, які спричинили неможливість проведення ігор на стадіонах низки клубів, передусім аматорських.
| Команда 1                      | Рахунок       | Команда 2                         |
| ------------------------------ | ------------- | --------------------------------- |
| 8 січня 2010                   |               |                                   |
| По (4)                         | 0:2           | Евіан (Тонон-ле-Бен) (3)          |
| 9 січня 2010                   |               |                                   |
| Аяччо (2)                      | 3:0           | Канн (3)                          |
| Бордо                          | 1:0           | Родез (3)                         |
| Шоре (6)                       | 0:1           | Ажен (5)                          |
| Лаваль (2)                     | 1:2 дч        | Везуль (4)                        |
| Ле-Ман                         | 1:0           | Валансьєн                         |
| Ле-Ерб'є (4)                   | 0:1           | Тулуза                            |
| Монако                         | 0:0 пен. 4:3  | Тур (2)                           |
| Ренн                           | 2:0           | Кан (2)                           |
| Сен-Дізьє (5)                  | 0:4           | Раон (Раон-л'Етап) (4)            |
| Секлен (8)                     | 1:4           | Булонь (Булонь-сюр-Мер)           |
| Страсбур (2)                   | 1:3           | Ліон                              |
| Ванн (2)                       | 1:1 пен. 7:6  | Труа (3)                          |
| 10 січня 2010                  |               |                                   |
| Обервільє (5)                  | 0:5           | Парі Сен-Жермен                   |
| Боншам (Боншам-ле-Лаваль) (6)  | 0:2           | Генгам (2)                        |
| Латт (6)                       | 0:1           | Анже (2)                          |
| Плабеннек (3)                  | 2:1           | Ніцца                             |
| Треліссак (5)                  | 0:2           | Марсель                           |
| Версаль (7)                    | 0:3           | Бове (3)                          |
| 11 січня 2010                  |               |                                   |
| Ам'єн (3)                      | 0:1           | Осер                              |
| 16 січня 2010                  |               |                                   |
| Авранш (4)                     | 0:1 дч        | Сомюр (5)                         |
| Ла-Гранд-Мотт (9)              | 0:2           | Вільфранш (Вільфранш-сюр-Сон) (4) |
| Маркетт (Маркетт-ле-Лілль) (9) | 1:2           | Мюлуз (4)                         |
| Кевії (Ле-Петі-Кевії) (4)      | 6:0           | Сен-Кантен (6)                    |
| 23 січня 2010                  |               |                                   |
| Кольмар (4)                    | 0:0 пен. 10:9 | Лілль                             |
| Комп'єнь (4)                   | 0:1           | Ланс                              |
| Гренобль                       | 3:2 дч        | Монпельє                          |
| Понтіві (4)                    | 0:1 дч        | Брест (2)                         |
| Сен-Луї Нойвег (5)             | 0:1           | Сошо (Монбельяр)                  |
| Сент-Уан-л'Омон (6)            | 0:3           | Седан (2)                         |
| 24 січня 2010                  |               |                                   |
| Сент-Етьєн                     | 4:1           | Лор'ян                            |
| Тьєр (5)                       | 1:1 пен. 2:3  | Нансі                             |

## 1/16 фіналу
| Команда 1                         | Рахунок      | Команда 2                |
| --------------------------------- | ------------ | ------------------------ |
| 22 січня 2010                     |              |                          |
| Сомюр (5)                         | 0:4          | Ренн                     |
| 23 січня 2010                     |              |                          |
| Бове (3)                          | 3:0          | Ажен (5)                 |
| Бордо                             | 5:1          | Аяччо (2)                |
| Кевії (Ле-Петі-Кевії) (4)         | 1:0          | Анже (2)                 |
| Раон (Раон-л'Етап) (4)            | 0:1          | Везуль (4)               |
| 24 січня 2010                     |              |                          |
| Монако                            | 2:1          | Ліон                     |
| Мюлуз (4)                         | 0:1          | Генгам (2)               |
| Парі Сен-Жермен                   | 3:1          | Евіан (Тонон-ле-Бен) (3) |
| 26 січня 2010                     |              |                          |
| Осер                              | 1:1 пен. 3:0 | Седан (2)                |
| Ванн (2)                          | 4:3 дч       | Гренобль                 |
| 27 січня 2010                     |              |                          |
| Кольмар (4)                       | 1:2          | Булонь (Булонь-сюр-Мер)  |
| Нансі                             | 0:2          | Плабеннек (3)            |
| 3 лютого 2010                     |              |                          |
| Сошо (Монбельяр)                  | 3:0          | Ле-Ман                   |
| Вільфранш (Вільфранш-сюр-Сон) (4) | 2:2 пен. 1:3 | Сент-Етьєн               |
| 10 лютого 2010                    |              |                          |
| Ланс                              | 3:1          | Марсель                  |
| Тулуза                            | 0:2          | Брест (2)                |

## 1/8 фіналу
| Команда 1                 | Рахунок | Команда 2        |
| ------------------------- | ------- | ---------------- |
| 9 лютого 2010             |         |                  |
| Бове (3)                  | 1:4     | Сошо (Монбельяр) |
| Булонь (Булонь-сюр-Мер)   | 1:0     | Генгам (2)       |
| Кевії (Ле-Петі-Кевії) (4) | 1:0     | Ренн             |
| Везуль (4)                | 0:1     | Парі Сен-Жермен  |
| 10 лютого 2010            |         |                  |
| Осер                      | 4:0     | Плабеннек (3)    |
| Бордо                     | 0:2     | Монако           |
| Сент-Етьєн                | 2:0     | Ванн (2)         |
| 17 лютого 2010            |         |                  |
| Ланс                      | 2:1 дч  | Брест (2)        |

## 1/4 фіналу
| Команда 1                 | Рахунок      | Команда 2        |
| ------------------------- | ------------ | ---------------- |
| 23 березня 2010           |              |                  |
| Осер                      | 0:0 пен. 5:6 | Парі Сен-Жермен  |
| Кевії (Ле-Петі-Кевії) (4) | 3:1          | Булонь           |
| 24 березня 2010           |              |                  |
| Ланс                      | 3:1          | Сент-Етьєн       |
| Монако                    | 4:3 дч       | Сошо (Монбельяр) |

## 1/2 фіналу
| Команда 1                 | Рахунок | Команда 2       |
| ------------------------- | ------- | --------------- |
| 13 квітня 2010            |         |                 |
| Монако                    | 1:0 дч  | Ланс            |
| 14 квітня 2010            |         |                 |
| Кевії (Ле-Петі-Кевії) (4) | 0:1     | Парі Сен-Жермен |

## Фінал
| 1 травня 2010 21:45 (EEST) |

| Монако | 0:1 дч   | Парі Сен-Жермен |
| ------ | -------- | --------------- |
|        | Протокол | Оаро 105'       |

| Стад-де-Франс, Сен-Дені Глядачів: 75 000 Арбітр: Ліонель Жаффредо |